# Pozorište Princeza
Pozorište princeza (енгл. The Princess Theater) je bilo zajednički poduhvati braće Šubert, producenta Reja Kamstoka, pozorišnog agenta Holburk Blina i glumce Elizabet Marburi. Izgrađeno je na malom zemljištu koje se nalazilo na broju 104-106. u ulici Zapadna 39, nadomak Šeste avenije u Njujorku, u Sjedinjenim Američkim Državama. Primalo je samo 299 ljudi i bilo je jedno od najamnih pozorišta na Brodveju kada je otvoreno početkom 1913. godine. Arhitekta je bio Vilijam A Svesij koji je dve godine ranije radio na izgradwi pozorišta Zimska bašta.
Iako malo, pozorište je imalo duboki uticaj na razvoj američkih muzičkih pozorišta. Nakon produciranja niza predstava, pozorište je u periodu od 1915. do 1918. godine ugostilo slavne sofisticirane muzičare kao što su Džerom Kern, Gej Bolton i Vudhaus, koji su svojom verodostojnošću, komičnošću i muzičkim inovacijama prezentovali svoja dela. Smatra se da su njihove izvedbe imale snažan uticaj na razvoj američkog mjuzikla, dajući nadahnuće sledećim generacijama pisaca i kompozitora ovog žanra. Godinama kasnije, pozorište je bilo domaćin mnogih predstava a potom je korišćeno i kao bioskopska sala. Na kraju, Pozorište Princeza je pretvoreno u rekreacioni centar. Zgrada pozorišta je srušena 1955. godine.

## Pozorišna zgrada
Zgrada pozorišta izgledala je kao obična šestospratna poslovna zgrada. Jedino su logo i svetleći znak govorili da se tu nalazi pozorište. Međutim, unutrašnjost zgrade odisala je elegancijom. Auditorijum je bio spoj džordžijskog i francuskog renesansnog stila. Imalo je četrnaest redova sedišta i dvanaest loža sa lučnom nadstrešnicom. Pored stila, dvorana je imala odličnu akustiku i vidljivost. Dekor je bio izgrađen od neoklasičnih gipsanih radova i antičke francuske tapiserije koja se nalazila na bočnim zidovima.

## 1910-te
Prvobitno zamišljeno kao mesto prikazivanja kratkih dramskih predstava, pozorište s početka nije uspelo da privuče publiku, čak ni sa predstavama koje su na drugom mestu imale veliki uspeh. Tako je bilo i sa predstavom Hobson’s Choice iz 1915. godine koja je imala slab uspeh u Pozorištu Princeza ali je nakon prikazivanja u Londonu dobila ogromnu popularnost i filmsku ekranizaciju. Pozorišni agent Elizabeta Marburi dobila je angažman da promoviše pozorište i privuče publiku. Elizabeta je angažovala mladog kompozitora Džerom Kerna koji je u saradnji sa Gej Boltonom napisao seriju mjuzikla posebno prilagođenim manjim postavkama sa intimnim stilom i skromnim budžetom. Njihova ideja je bila da novim delima i adaptacijom evropskih opera kreiraju smislene, moderne i sofisticirane komade koji bi predstavljali alternativu popularnim produkcijama i Zeigfeldovim komedijama.
Kernov i Boltonov prvi mjuzikl bio je „Nobody Home” 1915. godine, adaptacija londonske prestave iz 1905. godine koju je kompozitor Paul Rubens nazvao „Mr. Popple (of Ippleton).” Njihova druga kreacija bio je originalni mjuzikl „Very Good Eddie” produciran iste godine. Mala predstava sa skromnim budžetom imala je 341 reprizu a potom i gostovanje u sezoni 1918—1919.
Britanski humorista i tekstopisac Vudhaus pridružio se dvojcu na radu na mjuziklu „Oh, Boy!” Predstava je imala 463 prikazivanja i bila je jedna od prvih američkih mjuzikla koji je imao ogroman uspeh u Londonu.  Kritičari Blom i Vlastik ocenili su mjuzikl kao metodičan komad sa neverovatnim libretom i prirodnim zapletom bez presedana. Uspeh je bio najviše u stvaraocima koji su uspeli publiku da opuste i nasmeju uz pomoć lirskih, melodičnim, duhovnim i nezahtevnim pesmama. Tokom 1917. godine, za Pozorište Princeza napisane su prestave „Leave It to Jane” i „Have a Heart” ali su na kraju premijerno prikazane u drugim pozorištima.
Pozorište Princeza predstavljalo je moderno američko pozorište sa jednostavnim promenama scene (najčešće po jedna promena za svaki čin), kako bi se što više adaptiralo maloj pozorišnoj sceni. To je izlazilo iz okvira tradicionalnih operata i opera evropskih produkcija koje su imale velike i raskošne scenografije.,
Mjuzikl „Oh, Lady! Lady!!” bio je poslednji uspešni projekat Kerona i Vudhausa. Dvojac se razišao zbog neslaganja oko novaca, a kompozitor je odlučio da pređe na druge projekte. Keronov značaj u Pozorištu Princeza ilustrovan je sudbinom mjuzikla „Oh, Ma Dear!” iz 1918. godine. Predstava je imala 189 izvođenja, mnogo manje od prethodnih, što je pokazalo da nema smisla nastaviti projekat bez Kerna. U pozorištu su prikazivani mjuzikli drugih autora ali bez većeh uspeha.

## 1920-te
Godine 1922. dramske predstave su se vratile na scenu Pozorišta Princeza ali bez velikog uspeha. U narednih sedam godina prikazivani su mnogobrojni komadi od kojih su najzapaženiji bili „Diff'rent by Eugene O'Neill” i „Six Characters in Search of an Author”. Krajem decenije, upravljanje pozorištem preuzima Njujorški pozorišni ansambl ali nakon pola godine pozorište je zatvoreno i ostalo nekorišćeno sve do 1933. godine, kada je ponovo otvoreno pod kao Pozorište Reo. Nekoliko godina kasnije, pozorište je doživelo sudbinu mnogih američkih pozorišta i pretvoreno je u bioskop, koji se povremeno koristio kao rekreativni centar za radnike iz okoline.

## 1930-te i 1950-te
Godine 1937. zgrada je vratila svoju prvobitnu funkciju i ponovo postalo pozorište ali sa novim imenom: Laburistička pozornica. Na iznenađenje svih, produkcije „The revue Pins” i „Needles” postale su najdugovečnije brodvejske predstave današnjice sa 1.108. igranja. Kada su predstave preseljene u pozorište Vindsor, zgrada je nakratko postala rekreativna dvorana.
Nakon Drugog svetskog rata, 1947. godine pozorište je postalo glumački studio.  Iste godine počelo je prikazivanje starijih filmova. Godinu dana kasnije, došlo je do još jedne promene imena u Mali Met (енгл. The Little Met), a 1952. u Cine Verdi. Sredinom 50-ih pozorište se našlo na periferiji pozorišne četvrti koja se širila na sever. Godine 1955. malo pozorište je srušeno i na njegovom mestu izgrađena je poslovna zgrada.

## Izabrane produkcije
- Fear (1913)
- The Critic (1915)
- Hobson's Choice (1915)
- Nobody Home (1915)
- Very Good Eddie (1915)
- Oh, Boy!  (1917)
- Oh, Lady! Lady!! (1918)
- Oh, My Dear! (1918)
- Diff'rent (1921)
- Six Characters in Search of an Author (1922)
- Mister Malatesta (1923)
- Pins and Needles (1937)

## Literatura
- Bloom, Ken and Vlastnik, Frank. Broadway Musicals: The 101 Greatest Shows of all Time. Black Dog & Leventhal Publishers, New York, (2004)  1-57912-390-2
- Green, Benny. P. G. Wodehouse – A Literary Biography, Pavilion Books, London, (1981)  0-907516-04-1
- Jasen, David. P. G. Wodehouse – Portrait of a Master, Garnstone Press, London, (1974)  0-85511-190-9

## Spoljašnje veze
- Pozorište Princeza na sajtu  (jezik: engleski)

40° 45′ 11″ С; 73° 59′ 11″ З / 40.753144° С; 73.986341° З